# Geelkopbuulbuul
De geelkopbuulbuul (Pycnonotus xantholaemus) is een zangvogel uit de familie van de buulbuuls. Het is een kwetsbare, endemische vogelsoort in het zuiden van India.

## Kenmerken
De vogel is 20 cm lang. Het is een min of meer egaal olijfkleurig tot grijs gekleurde buulbuul. Kenmerkend is de meer geel gekleurde keel en ook de onderstaartdekveren en het uiteinde van de staart zijn geel. De vogel lijkt op de  witbrauwbuulbuul (P. luteolus), maar die heeft een vuilwitte wenkbrauwstreep en mist het geel op de staart en keel.

## Verspreiding en leefgebied
Deze soort is endemisch in het zuiden van India. Het leefgebied ligt tussen 300 en 1800 m boven zeeniveau in heuvelland met stenige hellingen met bos of dicht struikgewas of ook schaarser begroeid gebied, maar geen kale hellingen. Het is merendeels een standvogel.

## Status
De geelkopbuulbuul heeft een beperkt verspreidingsgebied en daardoor is de kans op uitsterven aanwezig. De grootte van de populatie werd in 2024 door BirdLife International geschat op minimaal 10.000 individuen en de populatie-aantallen nemen af door habitatverlies. Het leefgebied wordt aangetast door ontbossing (verzamelen van brandhout), overbegrazing en mijnbouwactiviteiten. In gebieden waar de bevolking overschakelt op het stoken van gas, treedt vaak een verbetering op van het leefgebied. De vogel staat als kwetsbaar op de Rode Lijst van de IUCN.